# 13 août en sport
13 juillet 13 septembre
Chronologies thématiques
- Croisades
- Ferroviaires
- Disney

Le 13 août (225e jour de l'année ou 226e en cas d'année bissextile) en sport.

## Événements

### XIXesiècle
- 1884 :
  - (Cricket) : 3e des trois test matches de la tournée anglaise de l’équipe australienne de cricket. Match nul entre l’Angleterre et l’Australie. L’Angleterre remporte la série des Ashes par 1-0.
- 1888 :
  - (Cricket) : début du 2e des trois test matches de la tournée anglaise de l’équipe australienne de cricket.

### XXesièclede1901à1950
- 1925 :
  - (Athlétisme) : Charles Hoff porte le record du monde du saut à la perche à 4,23 m.
- 1933 :
  - (Sport automobile) : Grand Prix automobile de Pescara.

### XXesièclede1951à2000
- 1971 :
  - (Jeux panaméricains) : à Cali, clôture de la sixième édition des Jeux panaméricains.
- 1972 :
  - (Formule 1) : Grand Prix automobile d'Autriche.
- 1978 :
  - (Formule 1) : Grand Prix automobile d'Autriche.
- 1987 :
  - (Athlétisme) : Jackie Joyner-Kersee porte le record du monde féminin de la longueur à 7,45 m.
- 1989 :
  - (Formule 1) : Grand Prix automobile de Hongrie.
- 1995 :
  - (Formule 1) : Grand Prix automobile de Hongrie.

### XXIesiècle
- 2002 :
  - (Natation) : l'Américaine Natalie Coughlin bat le record du monde du 100 mètres dos en 59:58.
- 2004 :
  - (Jeux olympiques) : à Athènes, ouverture des Jeux olympiques d'été de 2004
- 2005 :
  - (Football et télévision) : lancement de la première chaîne de télévision française consacrée au football, TPS Foot.
- 2007 :
  - (Cricket) : l'Inde remporte sa première victoire en Test cricket en Angleterre depuis 1986 en battant l'Angleterre 1-0. Il s'agit de la première défaite à domicile de l'équipe anglaise depuis 2001, battue alors par l'Australie.
- 2015 :
  - (Sports équestres /Championnats d'Europe de dressage et de saut d'obstacles) : en dressage par équipes, victoire des Néerlandais Patrick van der Meer, Diederik van Silfhout, Hans Peter Minderhoud et Edward Gal.
- 2016 :
  - (Jeux olympiques de Rio 2016) : 11e jour de compétition aux Jeux de Rio.
- 2017 :
  - (Athlétisme /Championnats du monde) : sur la dernière journée des Championnats du monde d'athlétisme, chez les hommes, victoire sur le 1 500 m du Kényan Elijah Manangoi, sur le 20 km marche, victoire du Colombien Éider Arévalo, sur le 50 km marche, victoire du Français Yohann Diniz, au saut en hauteur, victoire du qatari Mutaz Essa Barshim et sur le relais 4 × 400 m, victoire des Trinidatiens Jarrin Solomon, Jereem Richards, Machel Cedenio et Lalonde Gordon; chez les femmes, sur le 800 m, victoire de la Sud-Africaine Caster Semenya, sur le 5 000 m, victoire de la Kényane Hellen Obiri, sur le lancer de disque, victoire de la Croate Sandra Perković et sur le relais 4 × 400 m, victoire des américaines Quanera Hayes, Allyson Felix, Shakima Wimbley et Phyllis Francis.
- 2024 :
  - (Cyclisme sur route /Tour de France Femmes) : Sur la 2e étape du Tour de France Femmes qui se déroule entre Dordrecht et Rotterdam, aux Pays-Bas, sur une distance de 70 kilomètres[1], seconde victoire de la Néerlandaise Charlotte Kool qui s'impose au sprint et qui est leader du classement général. Et le même jour, il y a la 3e étape qui se tient sous la forme d'un contre-la-montre individuel, à Rotterdam sur une distance de 6,3 kilomètres[2], victoire d'une autre Néerlandaise Demi Vollering. Et c'est leur compatriote Demi Vollering qui prend le maillot jaune.

## Naissances

### XIXesiècle
- 1889 :
  - Georges André, athlète de sauts, de haies, de sprint, et d'épreuves combinées puis joueur de rugby à XV français. Médaillé d'argent du saut en hauteur aux Jeux de Londres 1908 puis médaillé de bronze au relais 4 × 400 m aux Jeux d'Anvers 1920. (7 sélections avec l'équipe de France de rugby). († 4 mai 1943).
- 1896 :
  - François Hugues, footballeur français. (24 sélections en équipe de France). († 15 décembre 1965)
- 1898 :
  - Jean Borotra, joueur de tennis puis homme politique français. Médaillé de bronze en double aux Jeux de Paris 1924. Vainqueur des tournois de Roland Garros 1924 et 1931, des tournois de Wimbledon 1924 et 1926, de l'Open d'Australie 1928 puis des Coupe Davis 1927, 1928, 1929, 1930, 1931 et 1932. († 17 juillet 1994).
- 1899 :
  - Mikinosuke Kawaishi, judoka japonais. Pionnier de la discipline en France. († 30 janvier 1969).

### XXesièclede1901à1950
- 1901 :
  - Jules Buysse, cycliste sur route belge. († 31 décembre 1950).
- 1912 :
  - Ben Hogan, golfeur américain. Vainqueur du Tournoi de la PGA 1946 et 1948, des US Open 1948, 1950, 1951 et 1953, des Masters 1951 et 1953, et du British Open 1953. († 25 juillet 1997).
- 1914 :
  - Mario Ricci, cycliste sur route italien. Vainqueur des Tours de Lombardie 1941 et 1945. († 22 février 2005).
- 1930 :
  - Robert Monclar, basketteur français. Médaillé de bronze au Championnat d'Europe de basket-ball 1951, au Championnat d'Europe de basket-ball 1953 et au Championnat d'Europe de basket-ball 1959. (142 sélections en équipe de France de basket-ball). († 4 décembre 2012).
- 1938 :
  - Bill Masterton, hockeyeur sur glace canado-américain. († 14 janvier 1968).
- 1940 :
  - Jean-Claude Andruet, pilote de rallye automobile français. (3 victoires en championnat du monde des rallyes).
  - Georges Carnus, footballeur français. (36 sélections en équipe de France).
- 1944 :
  - Divina Galica, skieuse et pilote de courses automobile britannique.
- 1946 :
  - Bernard Labourdette, cycliste sur route français. († 20 juillet 2022).
- 1949 :
  - Bobby Clarke, hockeyeur sur glace puis entraîneur et dirigeant sportif canadien.

### XXesièclede1951à2000
- 1951 :
  - Claude Arribas, footballeur français.
- 1953 :
  - Carla Bodendorf, athlète de sprint est-allemand puis allemande. Championne olympique du relais 4 100m aux Jeux de Montréal 1976.
- 1955 :
  - Hideo Fukuyama, pilote de courses automobile d'endurance japonais.
- 1959 :
  - Thomas Ravelli, footballeur suédois. (143 sélections en équipe nationale).
- 1962 :
  - Dainis Liepiņš, cycliste sur route soviétique puis letton. († 27 novembre 2020).
- 1966 :
  - Scooter Barry, basketteur américain.
  - Shayne Corson, hockeyeur sur glace canadien.
  - Pascal Lino, cycliste sur route français.
- 1967 :
  - Alexandre Kiritchenko, cycliste sur piste soviétique puis ukrainien. Champion olympique du kilomètre aux Jeux de Séoul 1988. Champion du monde de cyclisme sur piste du kilomètre 1990.
- 1969 :
  - Philippe Cuervo, footballeur français.
  - Midori Ito, patineuse artistique dames japonaise. Médaillée d'argent aux Jeux d'Albertville 1992. Championne du monde de patinage artistique dames 1989.
  - Christophe Lebas, navigateur français.
- 1970 :
  - Alan Shearer, footballeur anglais. (63 sélections en équipe nationale).
- 1971 :
  - Tomoe Abe, athlète de fond et d’ultra-fond japonaise. Détentrice du Record du monde des 100 kilomètres sur route depuis le 25 juin 2006.
  - Patrick Carpentier, pilote de courses automobile canadien.
  - Kazuyuki Kyoya, footballeur et basketteur en fauteuil roulant japonais.
- 1974 :
  - Joe Perry, joueur de snooker anglais.
- 1975 :
  - Shoaib Akhtar, joueur de cricket pakistanais. (46 sélections en test cricket).
- 1976 :
  - Roman Iakovlev, volleyeur russe. Médaillé d'argent aux jeux de Sydney 2000. (142 sélections en équipe nationale).
  - Nicolás Lapentti, joueur de tennis équatorien.
  - Tatiana Panova, joueuse de tennis russe.
- 1977 :
  - Will Ohman, joueur de baseball germano-américain.
- 1980 :
  - Michał Ignerski, basketteur polonais. (63 sélections en équipe nationale).
  - Helalia Johannes, athlète de fond namibienne.
- 1982 :
  - Shani Davis, patineur de vitesse américaine. Champion olympique du 1 000 m et médaillé d'argent du 1 500 m aux Jeux de Turin 2006 et aux Jeux de Vancouver 2010. Champion du monde simple distance de patinage de vitesse du 1 500 m 2004 et 2009, du 1 000 m et du 1 500 m 2007, du 1 000 m 2008 et 2015, du 1 000 m et de la poursuite par équipes 2011 puis champion du monde toutes épreuves de patinage de vitesse 2005 et 2006 et ensuite champion du monde de sprint de patinage de vitesse 2009.
  - Rock Feliho, handballeur français.
- 1983 :
  - Dallas Braden, joueur de baseball américain.
  - Loris Facci, nageur italien.
  - Aleš Hemský, hockeyeur sur glace tchèque. Médaillé de bronze aux Jeux de Turin 2006. Champion du monde de hockey sur glace 2005.
- 1984 :
  - Alona Bondarenko, joueuse de tennis ukrainienne.
  - Niko Kranjčar, footballeur croate. (81 sélections en équipe nationale).
- 1985 :
  - Grega Bole, cycliste sur route slovène. Vainqueur du Tour de Corée 2016.
  - Olubayo Adefemi, footballeur nigérian. Médaillé d'argent aux Jeux de Pékin 2008. (5 sélections en équipe nationale). († 18 avril 2011).
  - Kevin Strijbos, pilote de moto-cross belge.
- 1986 :
  - Stanko Barać, basketteur croate. (26 sélections en équipe nationale).
  - Zakaria Diallo, footballeur franco-sénégalais.
  - Angélique Quessandier, judokate française. Médaillée de bronze des 63 kg aux Jeux paralympiques d'Athènes 2004 et aux Jeux de Pékin 2008.
  - Élodie Thomis, footballeuse française. Victorieuse des Ligue des champions féminine 2011, 2012, 2016, 2017 et 2018. (141 sélections en équipe de France).
- 1988 :
  - Guillaume Rouet, joueur de rugby à XV franco-espagnol. (21 sélections avec l'équipe d'Espagne).
- 1989 :
  - Davide Cimolai, cycliste sur route italien.
- 1990 :
  - Maiken Caspersen Falla, fondeuse norvégienne. Championne olympique du sprint libre aux Jeux de Sotchi 2014 puis médaillée d'argent du sprint classique et de bronze du sprint par équipes aux Jeux de Pyeongchang 2018. Championne du monde de ski de fond du sprint libre par équipes et médaillée de bronze du sprint libre individuel 2015, du sprint libre individuel puis du sprint par équipes et 4×5 km 2017 puis du sprint libre 2019.
  - Anthony Chalençon, fondeur handisport, biathlète handisport et skieur alpin handisport français. Médaillé de bronze en biathlon du 15km malvoyant et champion paralympique du relais ouvert 4 × 2,5km en ski de fond aux Jeux de Pyeongchang 2018 puis médaillé de bronze du relais ouvert 4 × 2,5km en ski de fond aux Jeux de Pékin 2022.
  - DeMarcus Cousins, basketteur américain.
  - Jenia Grebennikov, volleyeur franco-russe. Champion olympique aux Jeux de Tokyo 2020 et aux Jeux de Paris 2024. Champion d'Europe de volley-ball masculin 2015. (312 sélections en équipe de France).
  - Benjamin Stambouli, footballeur français.
- 1991 :
  - Aminata Fall, basketteuse sénégalaise.
  - Alexander Kačaniklić, footballeur suédois. (21 sélections en équipe nationale).
- 1992 :
  - Lois Abbingh, handballeuse néerlandaise. Championne du monde féminin de handball 2019. (188 sélections en équipe nationale).
  - Collins Fai, footballeur camerounais. Champion d'Afrique de football 2017. (57 sélections en équipe nationale).
  - Tyrone Garland, basketteur américain.
  - Damien Howson, cycliste sur route australien.
  - Lucas Moura, footballeur brésilien. Médaillé d'argent aux Jeux de Londres 2012. (35 sélections en équipe nationale).
- 1993 :
  - Enzo Khasz, poloïste français. (26 sélections en équipe nationale).
  - Cédric Paquette, hockeyeur sur glace canadien.
  - Mouhamadou-Naby Sarr, footballeur français.
- 1994 :
  - Ryan Gibbons, cycliste sur route sud-africain.
  - Allan Morante, trampoliniste français. Médaillé de bronze en synchro aux Mondiaux de trampoline 2015 et d'argent à ceux de 2018. Médaillé de bronze en individuel aux CE de trampoline 2018
  - Steven Moreira, footballeur franco-cap-verdien. (5 sélections avec l'équipe du Cap-Vert).
- 1995 :
  - Presnel Kimpembe, footballeur franco-congolais. Champion du monde football 2018. Vainqueur de la Ligue des nations 2021. (28 sélections avec l’équipe de France).
  - Jay Lamoureux, cycliste sur route et sur piste canadien.
- 1996 :
  - Omer Goldstein, cycliste sur route israélien.
  - Saša Lukić, footballeur serbe.
- 1997 :
  - Marius Iftimiciuc, joueur de rugby à XV roumain. (22 sélections en équipe nationale).
- 1998 :
  - Arina Averina, gymnaste rythmique russe. Championne du monde de gymnastique rythmique du ballon et du ruban 2017, par équipes 2018, 2019 et 2021. Championne d'Europe de gymnastique rythmique du ballon, des massues et par équipes 2017, du concours général 2018, du ballon, des massues et par équipes 2019 puis du concours général et par équipe 2021.
  - Dina Averina, gymnaste rythmique russe. Médaillée d'argent du concours général aux Jeux de Tokyo 2020. Championne du monde de gymnastique rythmique du concours général, du cerceau et des massues 2017, du concours général, du ballon, des massues, du cerceau et par équipes 2018, du concours général, du ballon, des massues, du ruban et par équipes 2019 puis du ballon, des massues, du cerceau et par équipes 2021. Championne d'Europe de gymnastique rythmique du cerceau, du ruban et par équipes 2017, du cerceau, du ruban et par équipes 2019 puis du ballon, du cerceau, du ruban et par équipes 2021.
- 2000 :
  - Tomáš Čvančara, footballeur tchèque. (6 sélections en équipe nationale).

### XXIesiècle
- 2002 :
  - André Amaro, footballeur portugais.
  - Ben Old, footballeur néo-zélandais. (8 sélections en équipe nationale).
  - Satoshi Tanaka, footballeur japonais.
- 2004 :
  - Sota Kitano, footballeur japonais.
- 2006 :
  - Ace Bailey, basketteur américain.

## Décès

### XXesièclede1901à1950
- 1928 :
  - Fernand Charron, 62 ans, cycliste sur route puis pilote automobile et ensuite industriel français. (° 30 mai 1866).

### XXesièclede1951à2000
- 1963 :
  - Louis Bastien, 81 ans, cycliste sur piste français. Champion olympique du 25 km aux Jeux de Paris 1900. Champion du monde de cyclisme sur piste 1900. (° 20 octobre 1931).
- 1980 :
  - Otto Mønsted Acthon, cavalier danois (° 21 décembre 1917)

- 1995 :
  - Mickey Mantle, 63 ans, joueur de baseball américain. (° 20 octobre 1931).
- 1996 :
  - Willi Heeks, 74 ans, pilote de courses automobile belge. (° 13 février 1922).

### XXIesiècle
- 2003 :
  - Lothar Emmerich, 61 ans, footballeur puis entraîneur allemand. Vainqueur de la Coupe d'Europe des vainqueurs de coupe 1966. (5 sélections en équipe nationale). (° 29 novembre 1941).
- 2006 :
  - Payao Poontarat, 50 ans, boxeur thaïlandais. Médaillé de bronze des -48 kg aux Jeux de Montréal 1976. Champion du monde poids super-mouches de boxe du 27 novembre 1983 au 5 juillet 1984. (° 18 octobre 1957).
- 2007 :
  - Phil Rizzuto, 89 ans, joueur de baseball américain. (° 25 septembre 1917).
- 2012 :
  - Roger Duquesnoy, 64 ans, basketteur français. (28 sélections en équipe de France). (° 3 mars 1948).
  - Johnny Pesky, 92 ans, joueur de baseball américain. (° 25 septembre 1919).
- 2013 :
  - Anatoliy Albul, 77 ans, lutteur de libre soviétique puis russe. Médaillé de bronze des -87 kg aux Jeux de Rome 1960. (° 1er août 1936).
- 2014 :
  - Martino Finotto, 80 ans, pilote de courses automobile italien. († 11 novembre 1933).
- 2015 :
  - Robert Fillion, 95 ans, hockeyeur sur glace canadien. (° 12 juillet 1920).